# Lorena Henao Montoya
Lorena Henao Montoya (Cartago, 9 de octubre de 1968 - La Tebaida, 27 de diciembre de 2012), alias La Viuda de la Mafia, fue una narcotraficante y criminal colombiana. Hizo parte del clan de los hermanos Henao Montoya, narcotraficantes del extinto Cartel del Norte del Valle. Estuvo casada con el también narcotraficante Iván Urdinola Grajales.

## Biografía
Lorena Henao tenía cuatro hermanos: Orlando, Arcángel, Ancizar y Fernando Henao (El Grillo).
Urdinola Grajales hizo secuestrar a un teniente del Ejército de Colombia, Ricardo Andrés Petersson Bernal y lo torturó porque creía que era el amante de su esposa. Finalmente lo mató y lo hizo arrojar al río Cauca.  Lorena y su esposo eran una pareja de lujos: Tenían viñedos, caballerizas, automóviles, camionetas blindadas y escándalos amorosos. Tuvieron 4 hijos (dos varones y dos niñas).
La familia Henao – dueña del Cartel del Norte del Valle – libró una guerra a muerte contra el Cartel de Cali, que era dirigido por los hermanos Gilberto y Miguel Rodríguez Orejuela, hoy en cárceles de Estados Unidos. Los muertos entre ambos bandos se contaron por decenas.
Finalmente Urdinola fue encarcelado en la cárcel de Itagüí con una pena de 17 años por narcotráfico, lo que aumentó el poder de Lorena Henao Montoya. En 2002 cuando El Enano estaba por recuperar su libertad falleció de un infarto en la cárcel. En ese momento se comentó que Lorena Henao Montoya lo había mandado a envenenar a través de una comida que le preparó el cocinero de la cárcel. La Viuda, para protegerse de su competidor dentro del cartel del Norte del Valle, Diego León Montoya Don Diego, pasó a ser una de las amantes del alias Jabón. En 2004, Lorena Henao Montoya fue detenida en Panamá junto a Luis Alberto Echeverry y fueron deportados a Colombia. En ese momento aceptó ante la Fiscalía General en Bogotá los delitos de «concierto para delinquir, enriquecimiento ilícito, testaferrato, fraude procesal, cohecho y falsedad en documento público». Fue condenada a 7 años y medio. Pidió cumplir prisión domiciliaria por sufrir un tumor maligno. En ese entonces Lorena Henao insistió en que dicha enfermedad «le carcomía las entrañas», por lo que convenció a la justicia de no ser encerrada en una celda.
Ese mismo año (2004) sus hermanos Arcángel y Fernando estuvieron detenidos en Estados Unidos bajo cargos de narcotráfico. Los hermanos Henao obtuvieron pocos años de cárcel porque hicieron tratos con la justicia estadounidense, entregando datos fehacientes de una decena de lugartenientes del Cartel del Norte y testificando contra de varios capos que también se encontraban negociando con los Estados Unidos. Los Henao estaban acusados de haber enviado a las redes estadounidenses de distribución en Los Ángeles y Nueva York unas 500 toneladas de cocaína entre 1990 y 2004.
Tres años después, en 2007, fue capturada por el Ejército en un centro comercial de la ciudad de Armenia  –en abierta violación del beneficio de la prisión domiciliaria en Bogotá – en compañía de un narcotraficante extraditable de nacionalidad hondureña, que fue deportado. Fue devuelta a su apartamento de lujo, en Bogotá. En enero de 2011 fue capturada por la policía en un centro comercial de la ciudad de Armenia – en abierta violación del beneficio de la prisión domiciliaria en Bogotá, cuando estaba acompañada de dos narcotraficantes colombianos requeridos por la justicia de Estados Unidos, que fueron deportados. Fue encarcelada en una prisión para mujeres en Bogotá pero logró ser trasladada a la cárcel de Cúcuta donde el 24 de mayo de 2011 logró que el juez segundo de Ejecución de Penas de Cúcuta considerara que había completado la mayor parte de su pena de 7 años y medio y le otorgó la libertad condicional.

### Hermanos
Fernando Henao tras pagar 10 de los 19 años a los que fue condenado, quedó en libertad pero nunca retornó a Colombia. A su vez, Arcángel también quedó en libertad, tras estar preso desde 20en una prisión en el estado de Florida (Estados Unidos). Tampoco retornó a Colombia.

### Su hija encarcelada
El 5 de noviembre de 2007 fue asesinado Jairo Alcides Giraldo Rey – un sindicalista que trabajaba para el clan Henao, en el municipio de La Victoria (departamento de Valle del Cauca). En 2011, Emma Juliana Urdinola Henao, una de las dos hijas de Lorena Henao, fue condenada a 37 años de prisión por haber sido la autora intelectual del asesinato. En el momento del crimen, la joven tenía 19 años. Fue recluida en la cárcel El Buen Pastor de Bogotá. El 30 de septiembre de 2012 la joven Urdinola Henao fue elegida la nueva Reina Simpatía de El Buen Pastor, durante el tradicional reinado de la Virgen de Las Mercedes.

## Asesinato
Desde el 5 de diciembre de 2012 Lorena Henao se encontraba habitando el chalet San Jorge  – ubicado a unos 100 metros de la glorieta del Club Campestre unos 5 km al suroeste de la ciudad de Armenia, vía a La Tebaida – con Luis Alberto Echeverry Monsalve o Luis Alberto Echeverry Uribe (alias Lucio Quintero o Lucio Quintero Marín)– quien había sido su escolta y con quien tenía una relación sentimental – y otros allegados para pasar allí la temporada de Navidad y Año Nuevo.
El 27 de diciembre de 2012 dos hombres disfrazados de policías que viajaban a bordo de un vehículo Hyundai Accent blindado detuvieron el automóvil Renault Symbol que manejaba Luis Alberto Echeverry Monsalve, cuando salía del chalet San Jorge hacía La Tebaida. Cuando Lorena Henao bajó del vehículo la balearon a ella y a Echeverry. En el atentado resultó herida en un brazo una sobrina de Lorena, de 12 años, que viajaba con ellos mientras que otro adolescente que también iba con ellos salió ileso. Echeverry (que llevaba un documento falso a nombre de Lucio Quintero Marín) falleció en el acto. Los asesinos escaparon hacia el corregimiento El Caimo. Minutos después del ataque, la policía acorraló a los dos que viajaban a bordo del Hyundai Accent blindado, que decidieron dejar el automóvil abandonado en el sector de la estación de servicio La Mía, corrieron por una cañada donde (tras un intercambio de balazos) fueron interceptados y capturados. Los otros dos asesinos escaparon montados en una motocicleta de alta cilindrada.
Lorena Henao (que llevaba un documento falso) fue llevada al hospital Pío X de La Tebaida donde falleció por tres heridas de grueso calibre. Fue enterrada dos días después en Tuluá (Colombia).

### Los asesinos, condenados
El 7 de octubre de 2013 un juzgado de Armenia condenó a los asesinos de Lorena Henao, los primos Mauricio Montoya Arana y José David Arana, que actuaron por orden de un sobrino del Iván Urdinola, difunto esposo de Henao. Deberán pagar una pena de 38 años y 2 meses de prisión por los delitos de homicidio agravado y portación ilegal de armas.